# Claes Sylwander

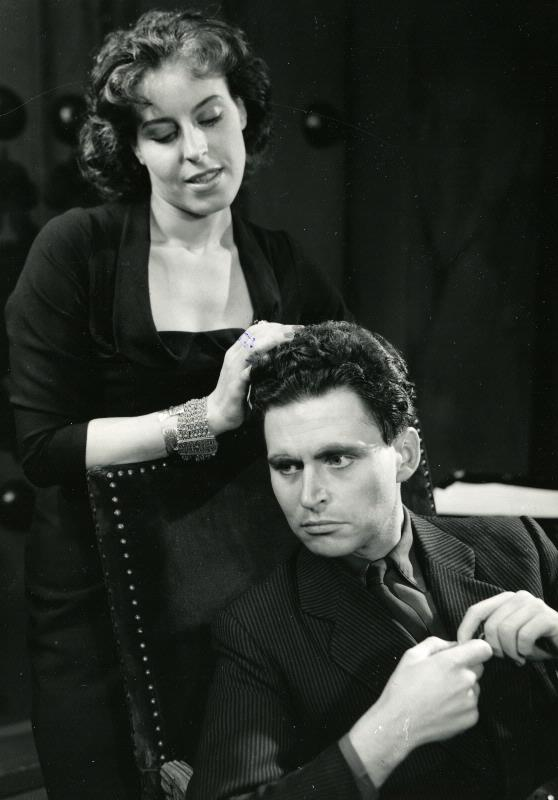
Margaretha Krook y Claes Sylwander en Drottningen och rebellerna (1956-1957)

Claes Sylwander (27 de octubre de 1924 - 10 de febrero de 2013) fue un actor, director y escenógrafo de nacionalidad sueca.

## Biografía
Su nombre completo era Claes-Herrman Sylvander, y nació en Estocolmo, Suecia, siendo sus padres el fotógrafo Herrman Sylwander y la actriz Tora Teje. En sus comienzos siguió los pasos de su padre, trabajando en 1948 como fotógrafo. Sin embargo, seis años más tarde decidió hacer la carrera teatral y, aunque no aprobó el examen para el ingreso en la escuela de teatro, consiguió trabajo como actor y director. Actuó tres años en el Helsingborgs stadsteater, pasando luego a los teatros Upsala Stadsteater y Riksteatern, llegando finalmente al Folkteatern de Gotemburgo, donde se encargó de decorados, dedicándose a la dirección en 1965–1973. Después fue director en diferentes teatros de Helsingborg en 1973–1983, y de Malmö en 1983–1989.
En los años 1990 dirigió y actuó con Nils Poppe en el Fredriksdalsteatern de Helsingborg. También dirigió y trabajó en la escenografía de varias obras representadas en el Nöjesteatern de Malmö. Por Me and my girl, pieza llevada a escena en el Nöjesteatern, recibió en 2001 el Premio Guldmasken a la mejor escenografía.
Escribió un libro de memorias titulado Oh Gud, vad vi haft roligt!, en el cual hablaba de su vida y de su madre, la actriz Tora Teje.
Claes Sylwander estuvo casado en primeras nupcias entre 1948 y 1950 con Marianne Gaston-Portefaix (nacida en 1923), hija de Jules Gaston Portefaix. En 1951 se casó con la actriz y Ingrid Thulin (1926–2004), con la cual permaneció unido hasta 1956. Su tercera esposa fue la diseñadora de vestuario Britta Lundblom (1930–1977), con la cual vivió entre 1957 y 1963, teniendo la pareja una hija, Lotta Sylwander. Se casó por cuarta vez en 1964, con Birgitta Matsgård Berven (1931–2016), hija del director Erik Matsgård y Margit Pamph.
Sylwander falleció en Gotemburgo en el año 2013, y fue enterrado en el Cementerio Västra kyrkogården de esa ciudad.

## Filmografía

### Actor
- 1955 : Vildfåglar
- 1970 : Sonja (TV)
- 1972 : Dela lika (TV)
- 1972 : Rävspel (TV)
- 1987 : Allt ljus på mig! (TV)
- 1993 : Spanska flugan (TV)
- 1994 : Polis polis potatismos

### Director
- 1992 : Blomman från Hawaii (TV)
- 1991 : Två man om en änka (TV)

## Teatro (selección)

### Actor
- 1962 : La ratonera, de Agatha Christie, dirección de Jerk Liljefors, Riksteatern[5]
- 1964 : Los dos hidalgos de Verona, de William Shakespeare, dirección de Kurt-Olof Sundström, Folkteatern de Gotemburgo[6]

### Director
- 1958 : Farmor och vår Herre, de Hjalmar Bergman, Riksteatern[7]
- 1974 : Fleur de cactus, de Pierre Barillet y Jean-Pierre Grédy, traducción de Stig Ahlgren, Helsingborgs stadsteater[8]
- 1976 : Peer Gynt, de Henrik Ibsen, traducción de Karl Ragnar Gierow, Helsingborgs stadsteater[9]
- 1980 : I vackra drömmars land, de Lars Björkman, Helsingborgs stadsteater[10]
- 1982 : On Golden Pond, de Ernest Thompson, Helsingborgs stadsteater[11]

### Escenografía y vestuario
- 1963 : Mary, Mary, de Jean Kerr, dirección de Hans Bergström, Folkteatern de Gotemburgo,[12] escenografía
- 1963 : Casa con dos puertas, mala es de guardarde Pedro Calderón de la Barca, dirección de Kurt-Olof Sundström, Folkteatern de Gotemburgo,[13] escenografía y  vestuario
- 1964 : Der Bürgermeister, de Gert Hofmann, dirección de Kurt-Olof Sundström, Folkteatern,[14] escenografía
- 1964 : Famfam, de Jean-Pierre Ferrier, Ricet Barrier y Bernard Lelou, dirección de Jackie Söderman, Folkteatern,[15] vestuario
- 1974 : Fleur de cactus, de Pierre Barillet y Jean-Pierre Grédy, traducción de Stig Ahlgren, dirección de Claes Sylwander, Helsingborgs stadsteater, escenografía
- 1981 : El jardín de los cerezos, de Antón Chéjov, traducción de Jan Håkansson, dirección de Gustaf Elander, Helsingborgs stadsteater,[16] escenografía